# NGC 2037
NGC 2037 (również ESO 56-SC159) – gromada otwarta, znajdująca się w gwiazdozbiorze Złotej Ryby, w Wielkim Obłoku Magellana. Odkrył ją w 1836 roku John Herschel.